# Kőszegi Tájvédelmi Körzet

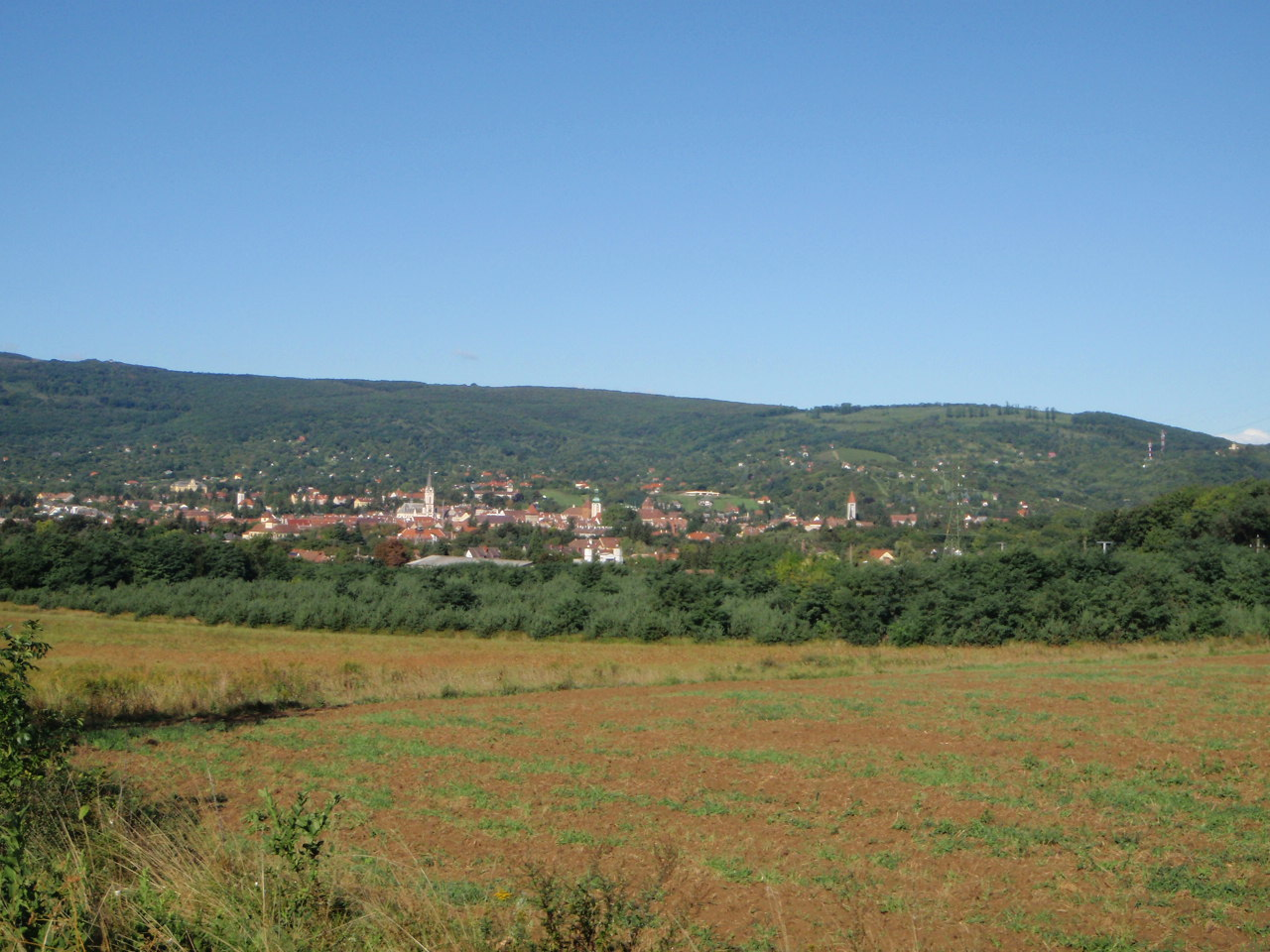
A Kőszegi-hegység látképe

A Kőszegi Tájvédelmi Körzet területe  4200 hektár, ebből fokozottan védett 550 hektár. A tájvédelmi körzet az Őrségi Nemzeti Park Igazgatósága alá tartozik.

## Fekvése
A tájvédelmi körzet a Kőszegtől nyugatra fekvő Kőszegi-hegység területe. 1980-ban, a rendszerváltás előtt alakult meg a Kőszegi Tájvédelmi Körzet, ám ekkor még bizonyos területei nem voltak látogathatóak a kirándulók számára. Ez az elszigeteltség lett az oka, hogy a hegység természeti értékei a mai napig fennmaradhattak. A 4200 hektáros terület magába foglalja Kőszeget, valamint a Kőszegi-hegység és a Kőszeghegyalja öt kis települését: Bozsokot, Cákot, Kőszegdoroszlót, Kőszegszerdahelyet és Velemet.

## Jellemzői
A Kőszegi Tájvédelmi Körzet a Kőszegi-hegységben található, az Alpokhoz tartozik. A hegység a mély völgyek miatt rögös. Ezt a tájat a hűvös nyár, viszonylag enyhe tél és bőséges, néha több mint évi ezer milliméter csapadék jellemzi. A hegységben rengeteg bővizű forrás fakad. Szépséges tájait járva, néhány száz méteren belül hol az Alpokban, hol a Bakony napsütötte tisztásain érzi magát az ember. A hegység maga is nagyobb területű, magasabb is – legmagasabb pontja, az Írott-kő, ami 882 méter, csúcsáról tiszta időben az Alpoktól a Balatonig látni.

## Növény- és állatvilág

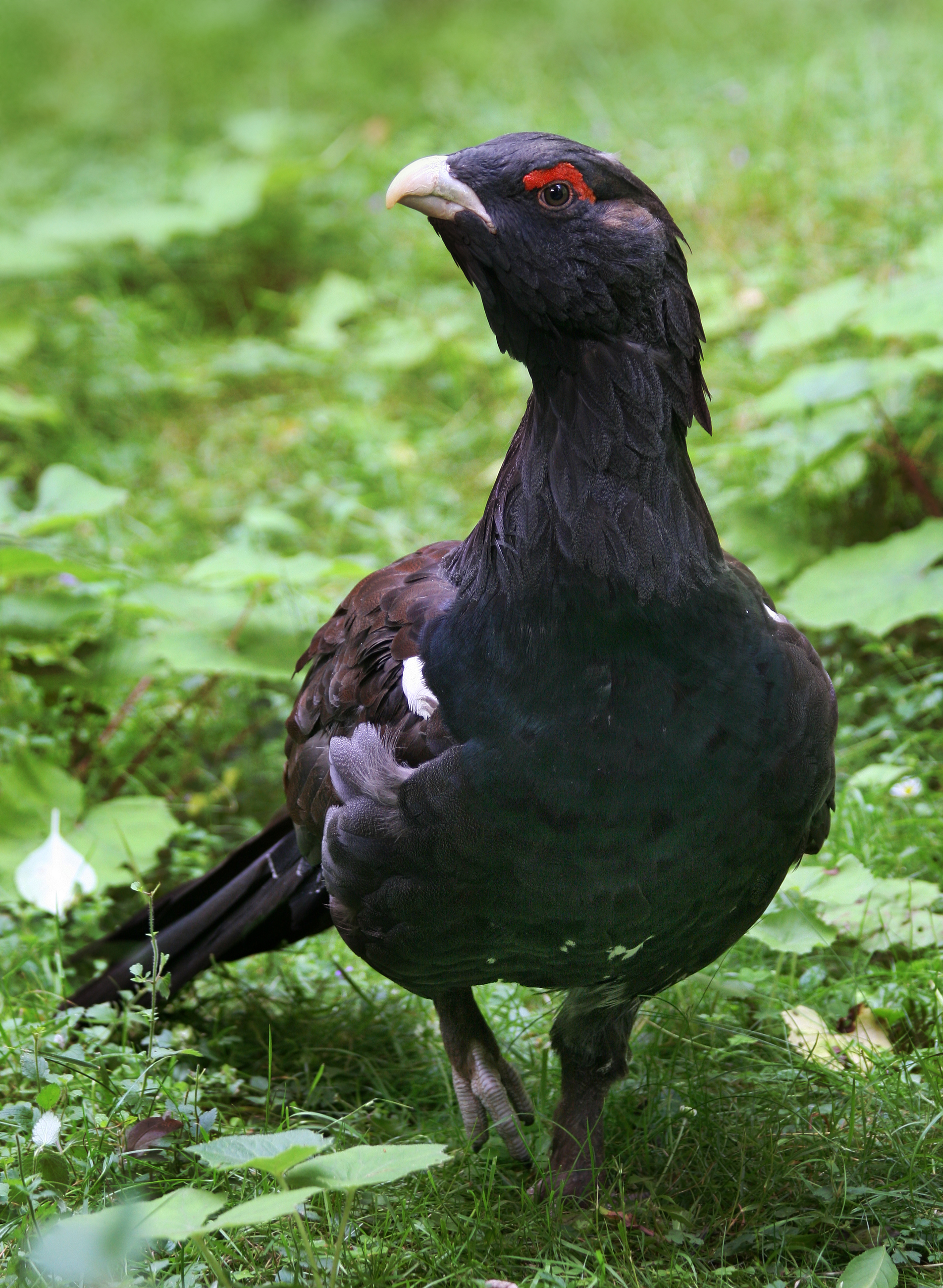
Siketfajd

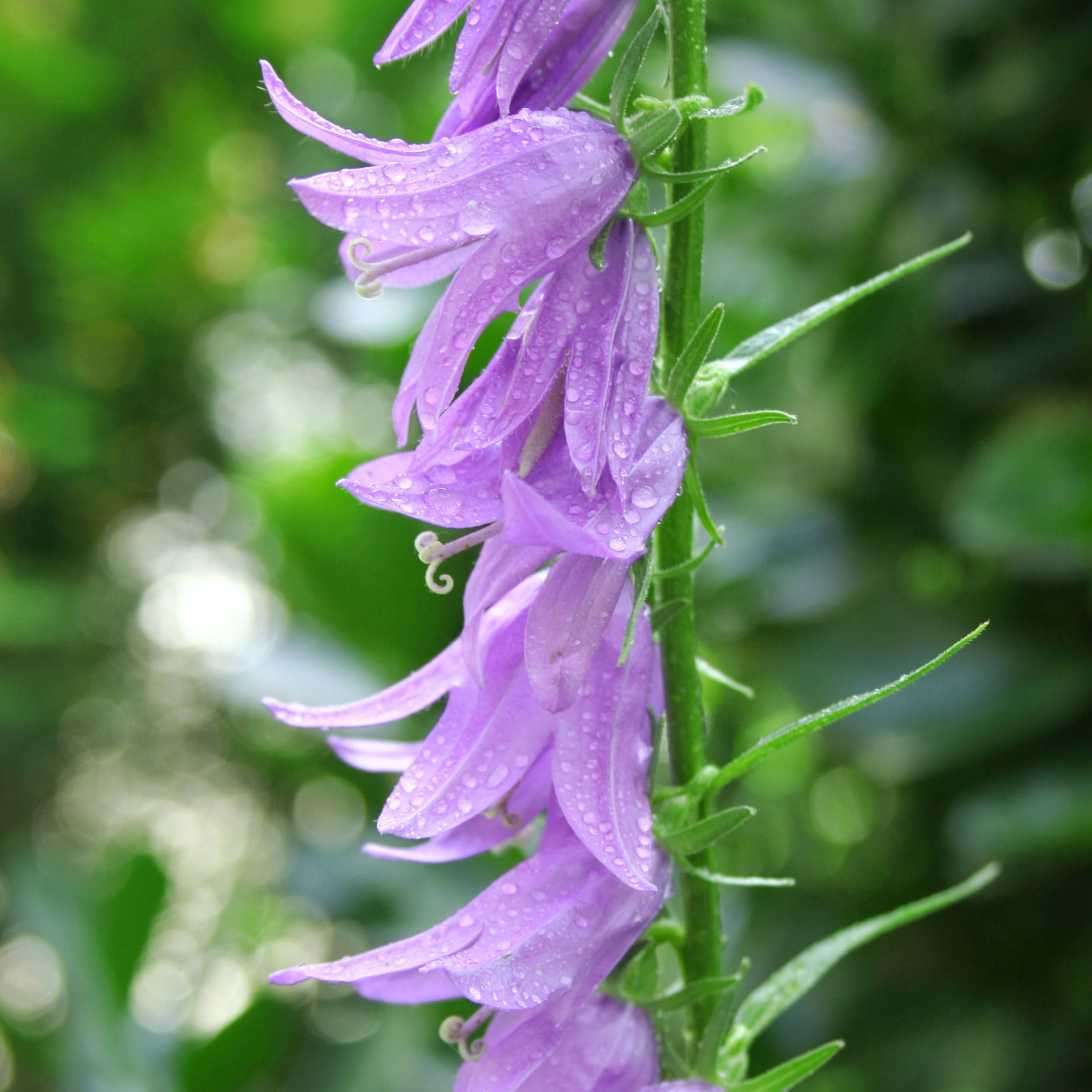
Széleslevelű harangvirág

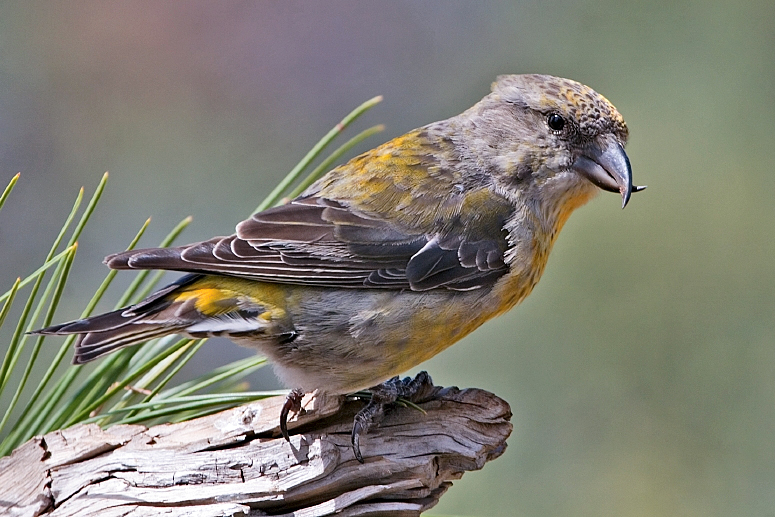
Keresztcsőrű

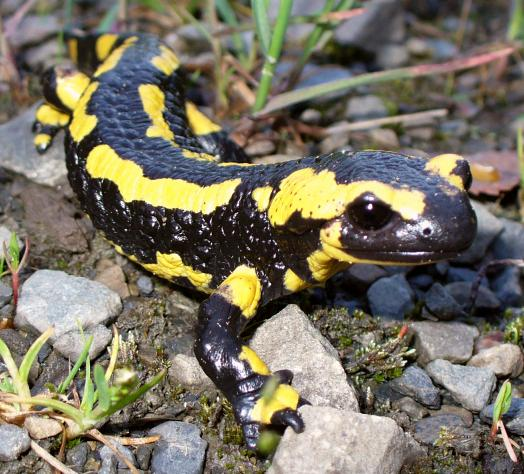
Foltos szalamandra

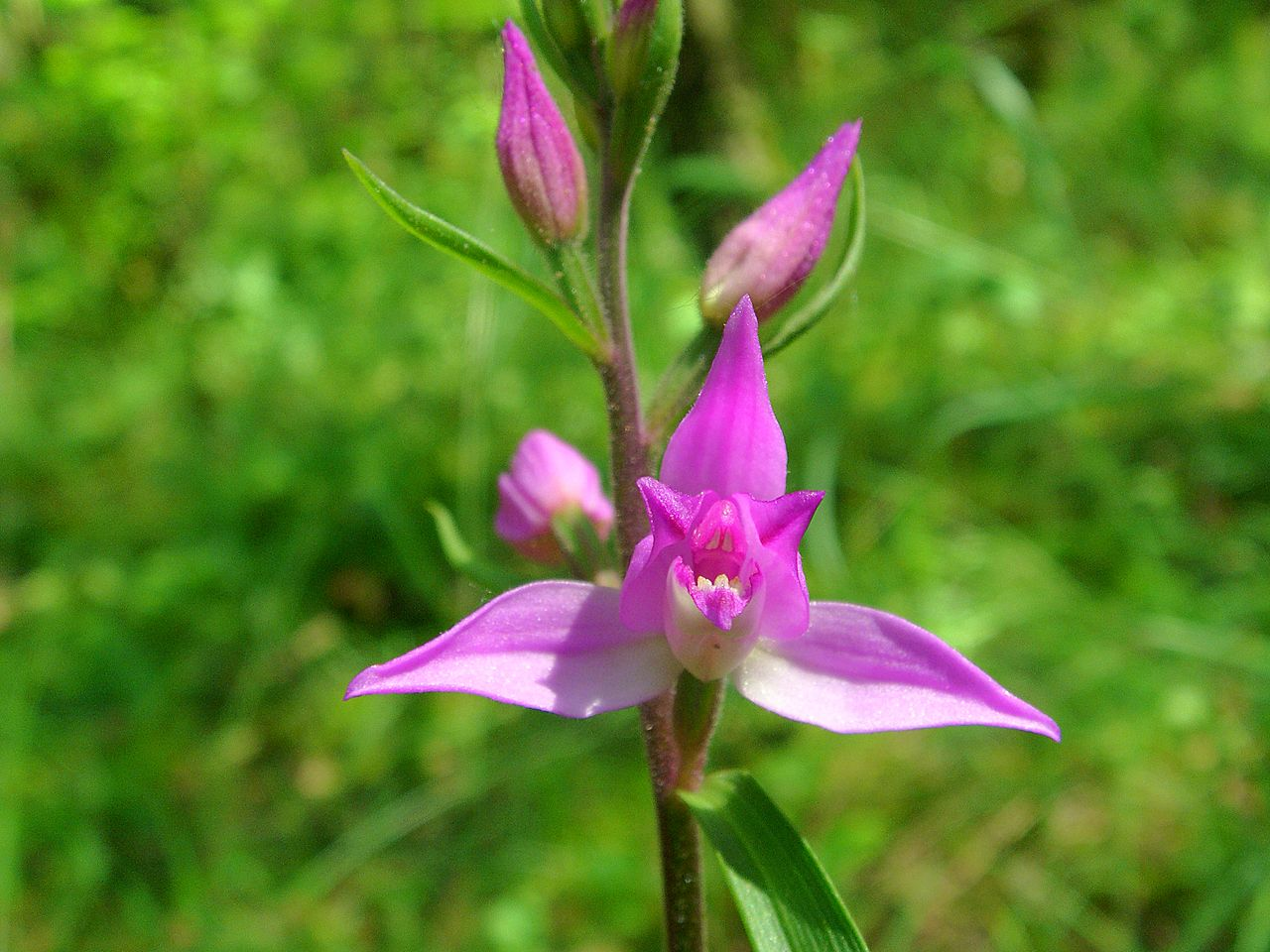
Piros sisakvirág

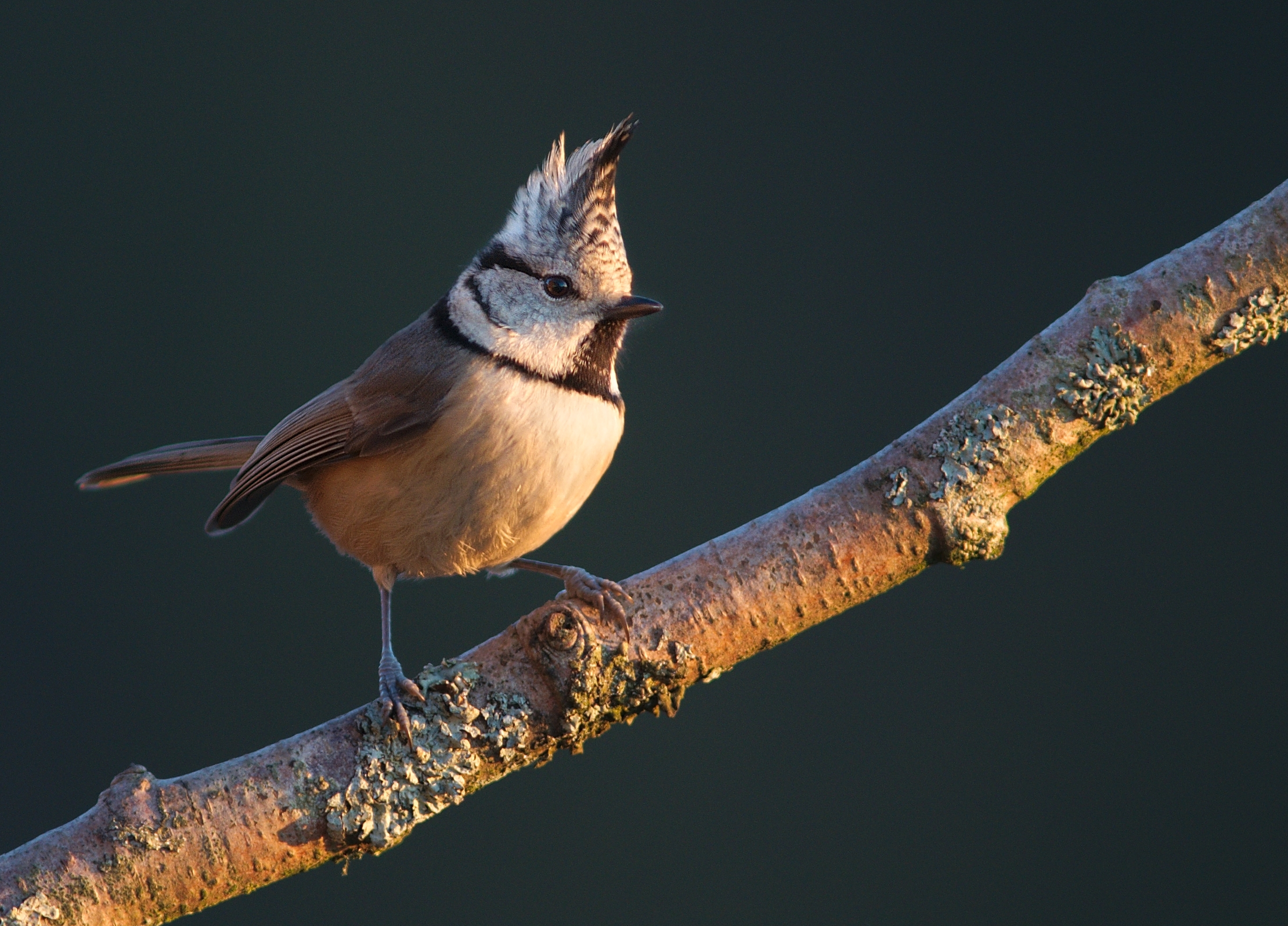
Búbos cinege

A Kőszegi-hegységet máig szinte egybefüggő erdő borítja, amelyre elsősorban gyertyános-tölgyes vagy a hegyvidéki bükkös a jellemző. A nagy területű erdőket telepített lucfenyves, illetve jegenyefenyő megmaradt állományai díszítik. A hegység vízjárta völgyeiben, a patakok alsó folyásánál gyakran alakulnak ki hegyvidéki égerláposok, esetleg kisebb mocsaras, lápos területek.
A hegység déli oldalait régebben szelídgesztenyések díszítették, amire ma már csak kisebb ligetek emlékeztetnek. A magashegyeket idéző felső régiók bükköseiben és a kaszálókon erdei ciklámen, havasalji rózsa, hegyi zergevirág, kornistárnics, szártalan bábakalács, fehér sáfrány, fekete áfonya és még sok és érdekes, ritka és gyakran csak itt élő növények nyílnak; hegyi lednek, havasalji tarsóka, hármaslevelű kakukktorma.
A párás rétek, völgyaljak ritka növényei a lápi nyúlfarkfű, struccpáfrány, a fehér acsalapu és a szibériai nőszirom. A szurdokerdőkben turbánliliom, széleslevelű harangvirág és holdviola nyílik.
A hegység állatvilágában több alpesi rovarfaj jelenléte bizonyított – olyanok is, amelyek csak itt élnek Magyarországon, mint például az alpesi sáska. A hegység állatvilágát szintén több értékes és ritka faj jellemzi, például a számos, szigorúan védett lepke- (pl. óriás medvelepke) és szitakötőfaj (pl. erdei szitakötő), de hasonló érték a bogarak között is akad (különösen értékes faj a futóbogár). A tiszta vizű patakokban él a kövi csík, a sebes pisztráng, a mind ritkább kövi rák, a nedves élőhelyeken gyakori a foltos szalamandra és a sárgahasú unka. A hegyi patakok mentén a vöröshasú unka is előfordul, a szép, és máshol ritkán látható foltos szalamandra pedig kifejezetten gyakori, mindennapos látvány.
Az igen gazdag madárvilágot több hegyvidéki faj jellemzi: tüzesfejű királyka, búbos cinege és fenyvescinege, keresztcsőrű, süvöltő költ a területen. A hegységben fészkel a fekete gólya, a kabasólyom és a darázsölyv. Sajnos a vidék jellegzetes nagymadara, a siketfajd már eltűnt a területről, de a császármadár még nem, és az odúlakó kék galamb is viszonylag gyakori.
A Kőszegi Tájvédelmi Körzet botanikai értékét az alábbi fajok tovább növelik jelenlétükkel:
- zöld fodorka (Asplenium viride)
- fekete fodorka (Asplenium adiantum-nigrum)
- pikkelyharaszt (Ceterach officinarum)
- struccpáfrány (Matteuccia struthiopteris)
- dárdás veseharaszt (Polystichum lonchitis)
- bordapáfrány (Blechnum spicant)
- kis holdruta (Botrychium lunaria)
- hegyi lednek (Lathyrus lanifolius var. montanus)
- hármaslevelű kakukktorma (Cardamine trifoliat)
- nagyezerjófű (Dictamus albus)
- szőrös baraboly (Chaerophyllum hirsutum)
- vörös áfonya (Vaccinium vitis-idaea)
- tarka kosbor (Orchis tridentata)
- őszi füzértekercs (Spiranthes spiralis)
- vitézkosbor (Orchis militaris)
- sápadt kosbor (Orchis pallens)
- kardos madársisak (Cephalanthera longifolia)
- fehér madársisak (Cephalanthera damasonium)
- piros madársisak (Cephalanthera rubra)
- légybangó (Ophrys insectifera)
- erdei korallgyökér (Corallorhiza trifida)
- kislevelű nőszőfű (Epipactis microphylla)
- széleslevelű nőszőfű (Epipactis helleborine)
- mocsári nőszőfű (Epipactis palustris)

## Kulturális értékek

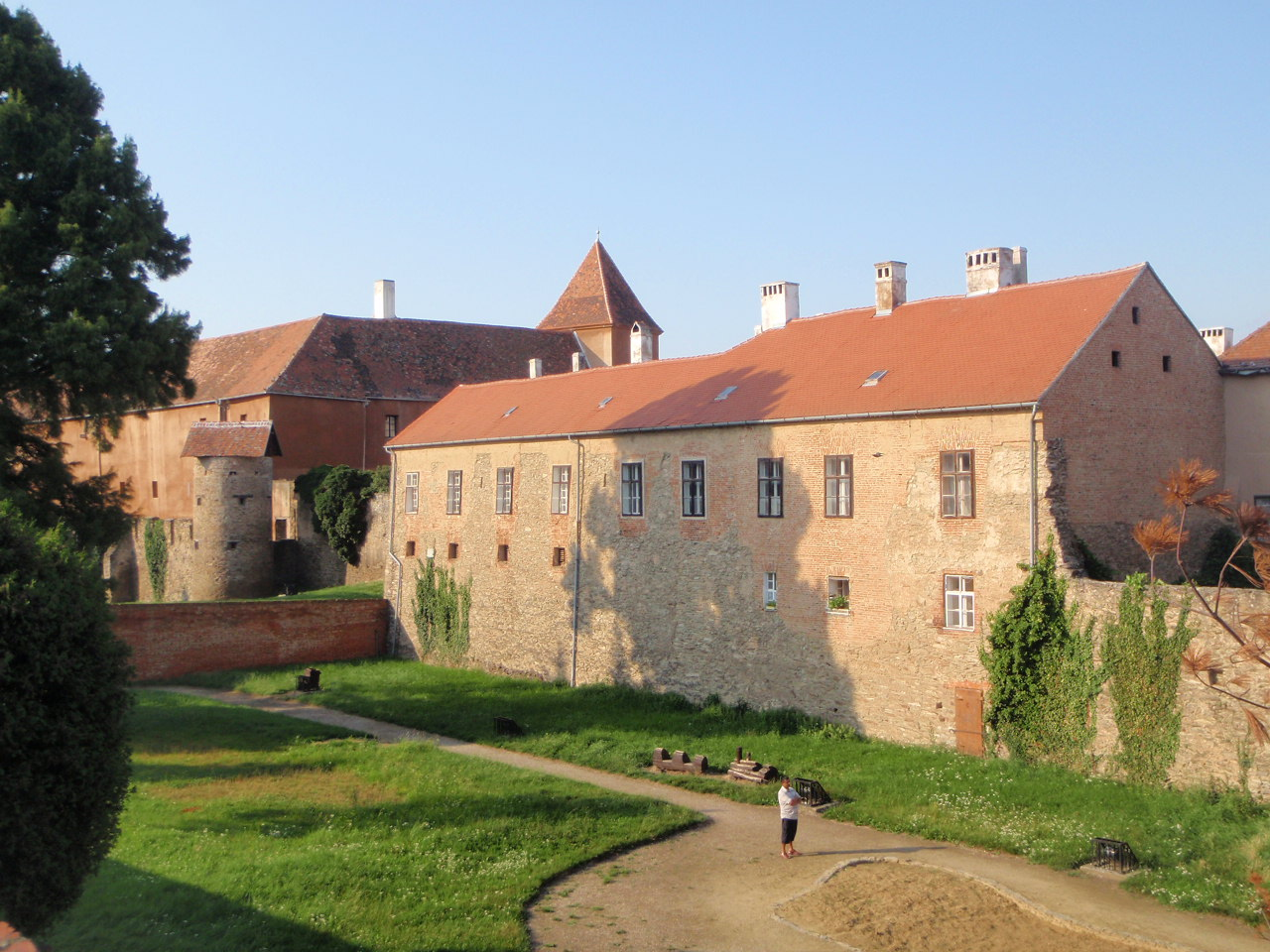
Kőszegi vár

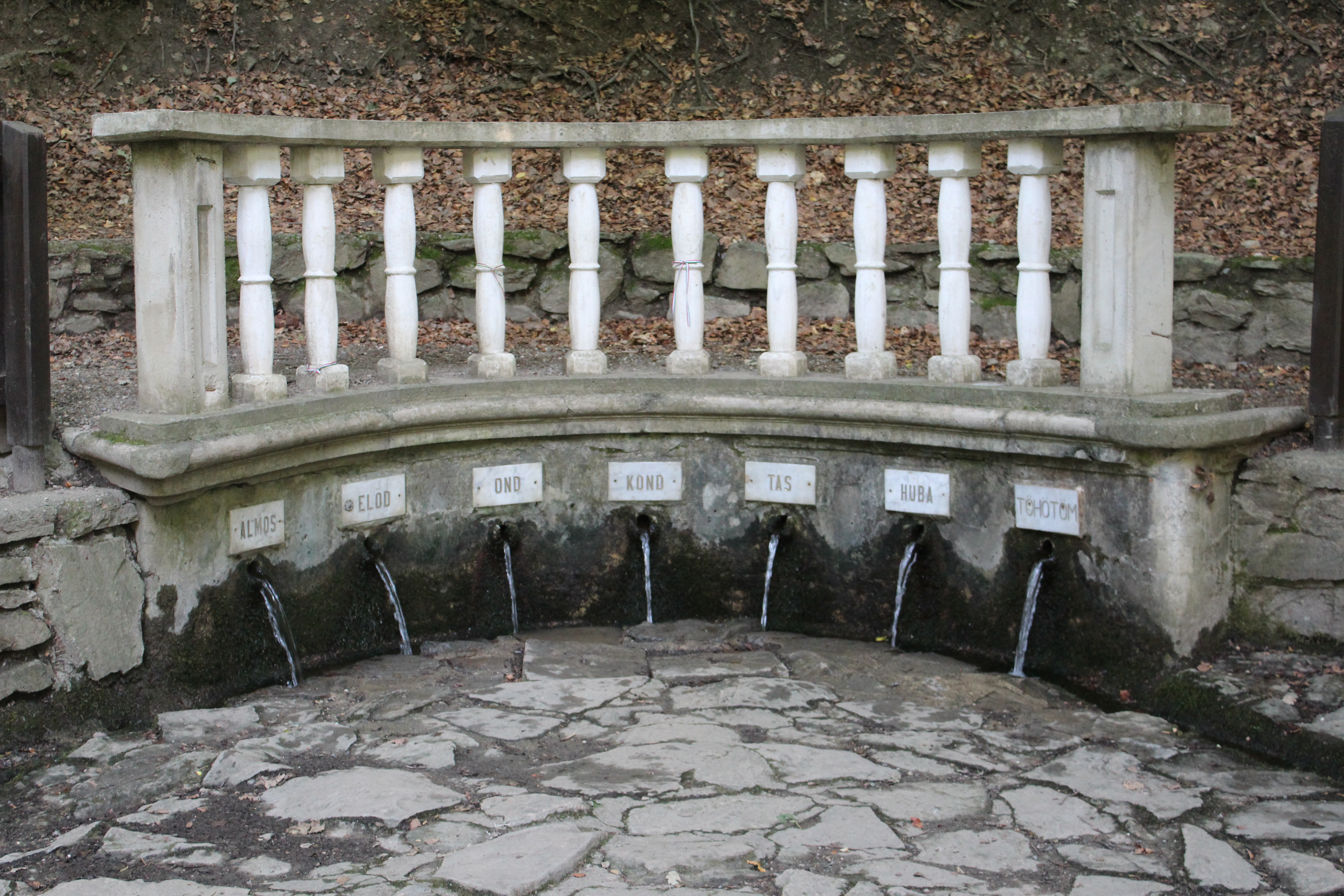
Hétforrás

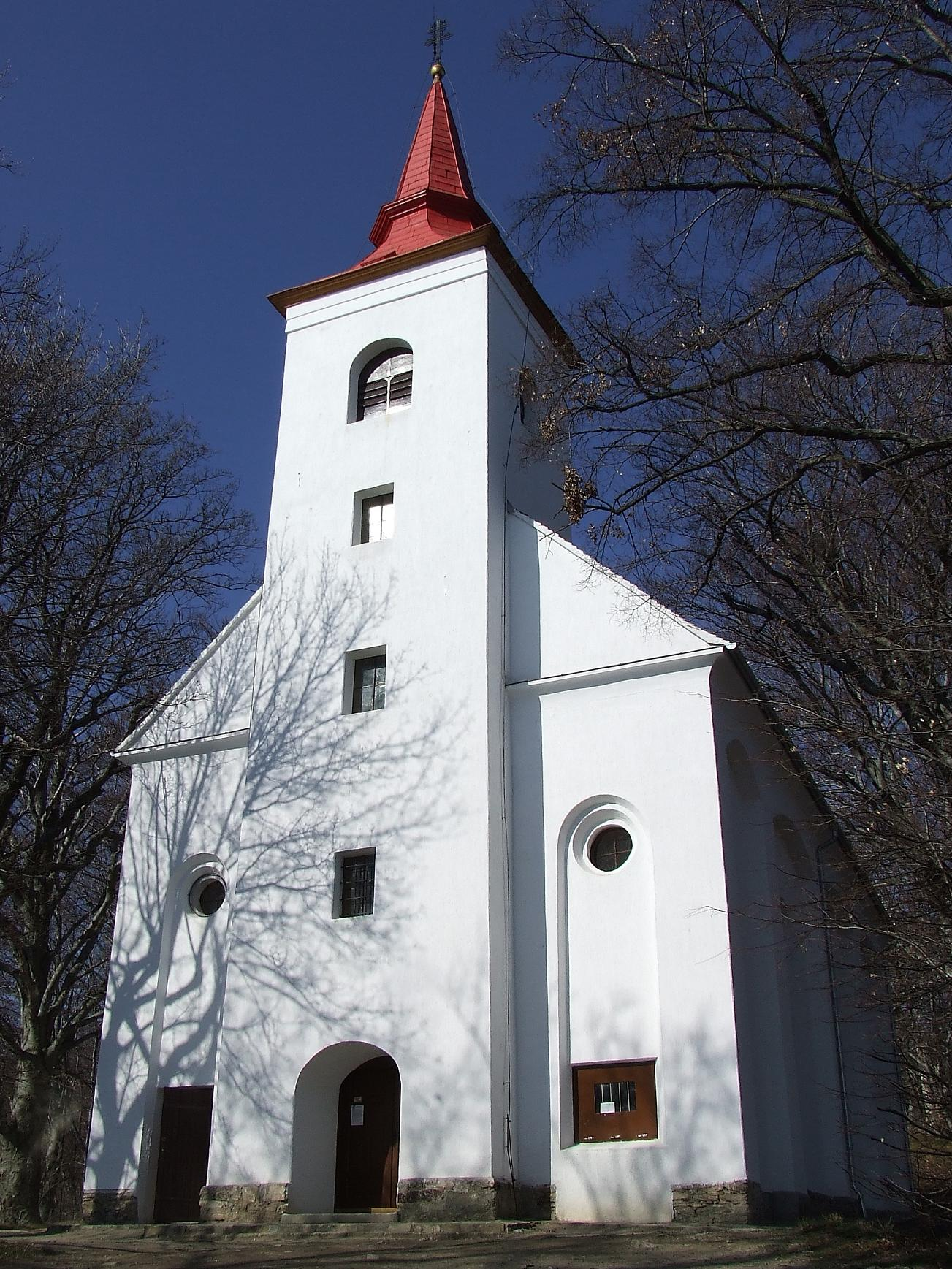
Szent Vid kápolna

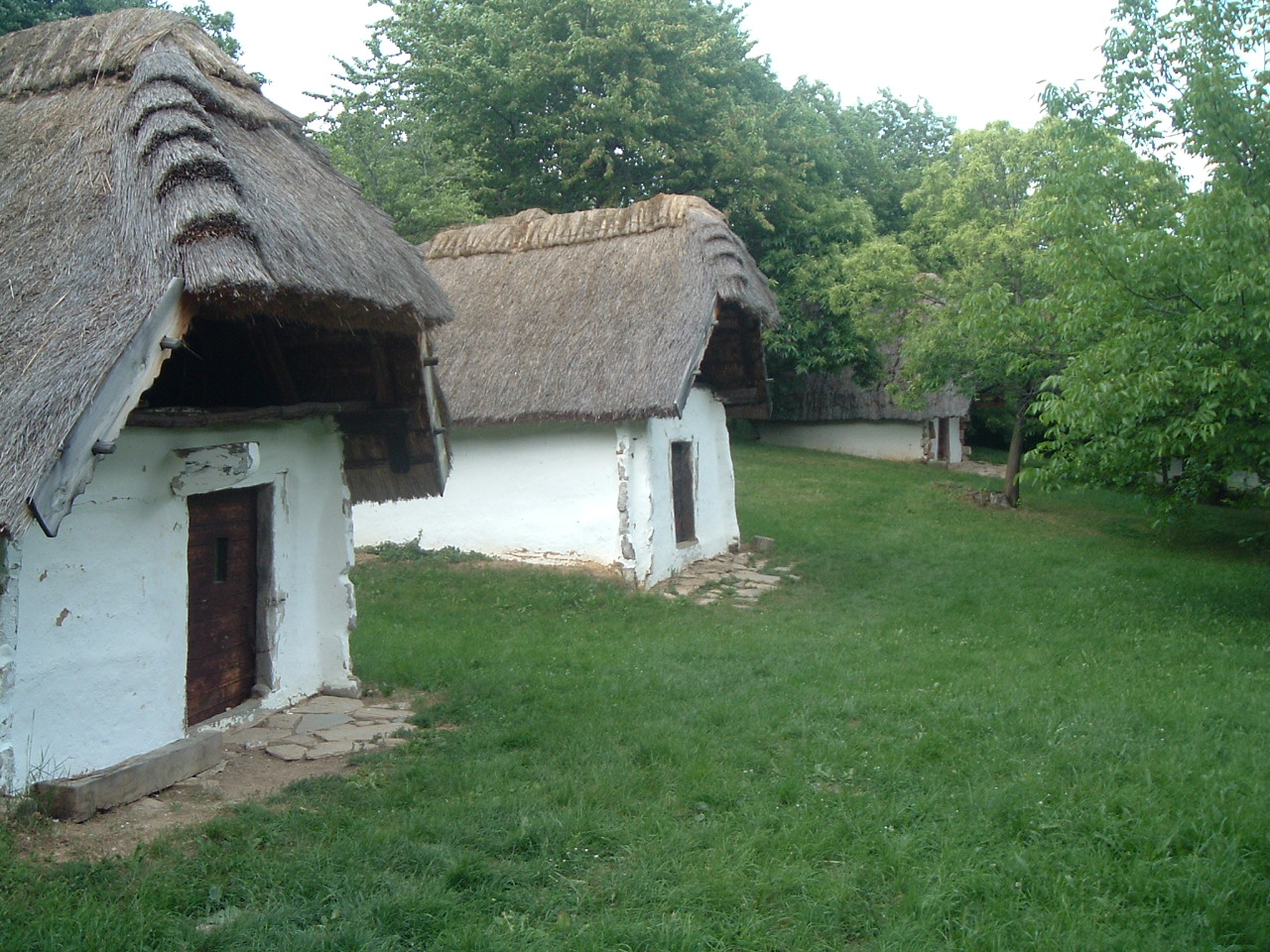
Cáki pincesor

A gazdag kulturális örökséget jellemzi, hogy a hegység területe már a bronzkor óta lakottak, több helyen bronzkori sírokat, kohókat és bányákat, a Velem melletti Szent Vid-hegy mellett egy ősi város nyomait tárták fel. A kutatók megtalálták a rómaiak vízvezetékrendszerét is, amellyel Sabariát (Szombathely) látták el ivóvízzel. A honfoglalás után a terület gyepűvidéknek számított, és védelmi funkciót látott el.

### Kálvária
A barokk templomot a pestis járványt követően jezsuita kezdeményezésre 1729 és 1734 között építették. Mellé egy évvel később remetelak is épült. Lakói között volt a templom első festője, gróf Weisz Henrich. A dombtetőről szép kilátás nyílik Kőszeg városára. Nem messze innen található az 1936-ban emelt háromhalmos trianoni kereszt, innen a szomszédos Ausztriába tekinthetünk át. A domb lábánál egy tábla emlékeztet egy hajdani bunkerre, ahol a Szálasi-kormány idején, 1944 decemberétől 1945 márciusáig a Szent Koronát őrizték.

### Hétforrás
A legkedveltebb kirándulóhelyek egyike az osztrák határhoz közeli rőtfalvi völgykatlanban fakadó Hétforrás. A jelenlegi forrásfoglalás a Millennium évében készült, ekkor nevezték el a hét magyar vezérről. Álmos, Előd, Ond, Kond, Tas, Huba és Töhötöm nevét kis kőtáblákon olvashatjuk. A kristálytiszta, meglehetősen hidegvizű forrás látta el vízzel a fölötte magasodó Óvárat vagy Felsővárat. Erre utal régi elnevezése: Várkuta, Óvárkút. A forrásfoglalás mai képét az 1994-ben történt felújításkor alakították ki. A közelben romokban álló egykori határőrlaktanya várja jobb sorsát.

### Óház
A 609 m magas Óház-tetőn kezdődött Kőszeg alapítása. Itt épült, valószínűleg határőrizeti céllal, a 13. században a város első vára, a Felsővár v. Óvár. Később, a XIV. században, az Alsóvár (Esterházy v. Jurisich-vár) létrejöttével fokozatosan elveszítette jelentőségét. A romossá vált épület helyébe elsőként egy fából, majd 1896-ban egy kőből készült kilátót emeltek, melyet egy szélvihar döntötte le. Az 1991-től kezdődő ásatásokban feltárt lakótorony alapjaira állították fel 1996-ban a mai kilátót.

### Stájerházak
A Stájerházak nevüket a Mária Terézia által 1750-ben idetelepített stájer erdészekről kapták. Ma az igényesen felújított épületekben Erdészeti Múzeum és erdei iskola működik. A közelükben található emlékkő tábláján olvashatjuk a Kőszegi-hegységben egykor tevékenykedett jeles kutatók, erdészek nevét.

### Írott-kő
A Kőszegi-hegység, egyben a Dunántúl legmagasabb pontja a 883 m magas Írott-kő. Régi neve, a Fenyő-hegy, a környék jellemző jegenyefenyveseire utal. 1909-ig az Árpád-kilátó, leomlása után 1913-tól pedig az Írottkő-kilátó magasodik a hegy csúcsán. A kilátó egyik része Magyarország, másik Ausztria területén fekszik. Tetejéről pazar kilátásban lehet részünk. Jó időben még a Fertőig és a Balatonig is ellátni.

### Szent Vid-hegy
Velem község fölött, az 582 m magasságban található Szent Vid-hegyen telepedtek meg a vidék első lakói. Már a kőkori ember és az i. e. II. évezredből illír bronzművesek nyomait is megtalálták itt. Az i. e. 4-3. században kelták, később pedig rómaiak vették birtokba a tájat. A hegy lábánál avar temetőre is bukkantak. A 13. században kisebb erődítmény állt a hegyen, 1713-ban pedig egy kápolnát építettek ide. Ennek utódja a barokk stílusjegyeket viselő, 1859-ben épült Szent Vid templom. A területen 1973-tól ásatásokat folytattak. A feltárt leletek eredményeképpen napjainkra a környék értékes régészeti lelőhellyé vált.

### Cáki pincesor
Kőszeg-hegyalja aprócska településén, Cákon található festői szépségű környezetben a híres cáki pincesor. A műemlékként védett 9 db zsúpfedeles pince régi korok hangulatát idézi. Körülöttük néhány százéves szelídgesztenyefa őrzi emlékét a valamikor virágzó gesztenyeligeteknek. A 19. század második felében épült házakban gyümölcsöt (szőlőt, gesztenyét), bort tároltak.